# Josep Dalmau i Rafel

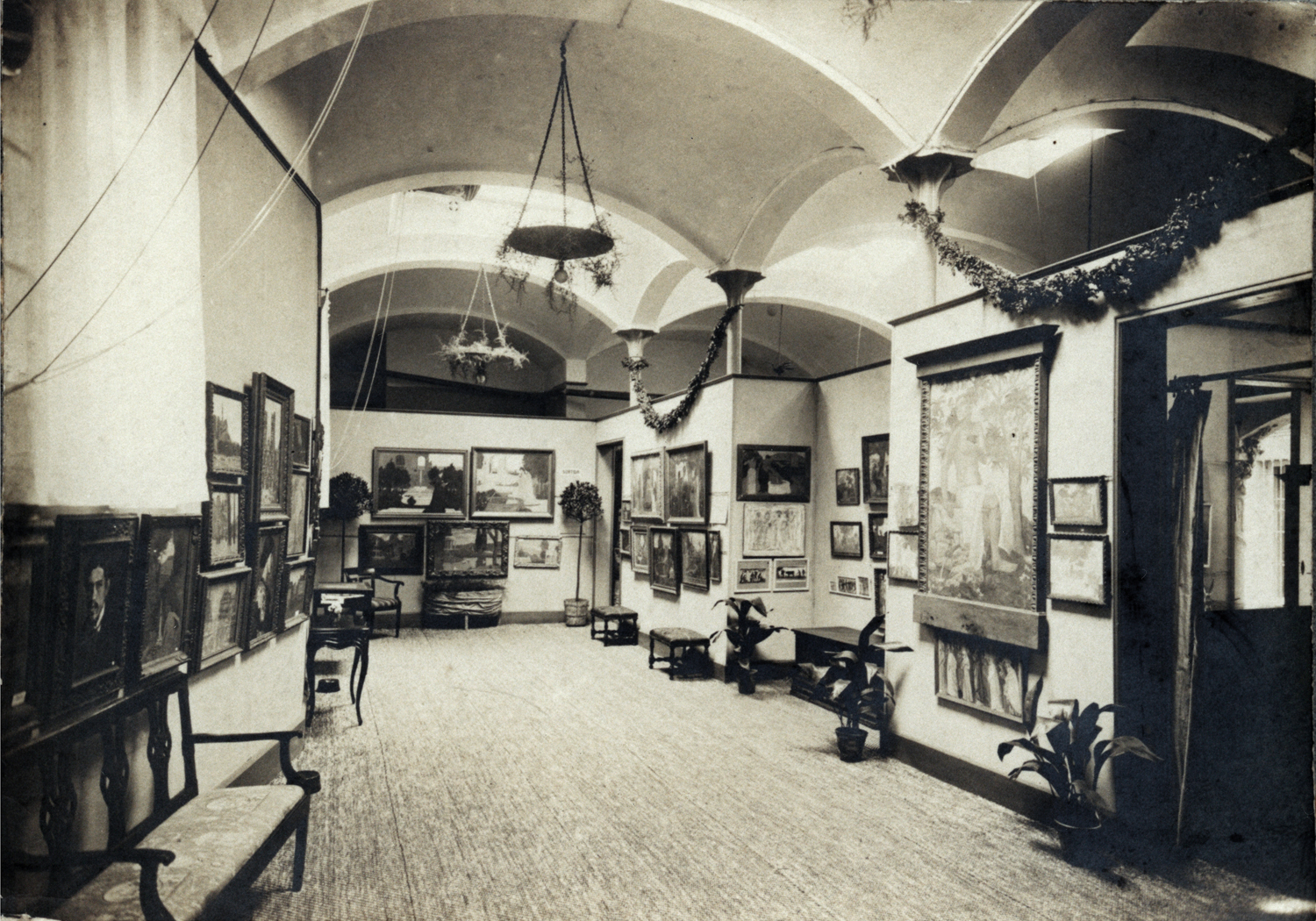
Galeries Dalmau, exposició de 1912

Josep Dalmau i Rafel (Manresa, 1867 - Barcelona, 1937) va ser pintor, restaurador, antiquari i marxant d'art.
Fill de Josep Dalmau i de Dolors Rafel i Morató. Tiet de Rafael Dalmau i Ferreres.

## Introducció
Dalmau es va formar en la Barcelona modernista. De jove va ser pintor, un pintor simbolista que va realitzar la primera exposició a Els Quatre Gats (1900), un dels símbols del moviment, alhora que una plataforma de difusió de l'art marginal. Per Dalmau, el modernisme significa un sistema de valors neoromàntics: afecció per la novetat, cosmopolitisme, bohèmia, París i cultura francesa, etc.; un estat d'esperit que ell va adoptar i que va traslladar a l'art d'avantguarda. Més encara, el modernisme suposa, a casa nostra, l'esclat de l'art modern. Amb el modernisme, l'artista s'allibera de l'encàrrec i treballa segons la consciència. Però la llibertat acabada de conquerir per l'artista contemporani té un preu: l'aïllament del públic i la dificultat per difondre l'obra.
Dalmau va trobar en aquest buit l'espai idoni per desenvolupar la tasca de difusió cultural. És a dir, conscient de la dificultat i marginalitat dels sectors artístics innovadors, va fer d'aquestes experiències el centre de la programació de la galeria.
Dalmau absorbeix tot aquell art que no té cabuda en els espais de difusió institucionalitzats en el particular microclima del mercat d'art català. És a dir, l'art de joves artistes i artistes estrangers, l'art de recerca… Totes aquelles manifestacions que no poden accedir als canals oficials troben cabuda a les Galeries Dalmau. Aquest és el criteri de promoció més enllà de qualsevol fórmula estilística.

## Galeries Dalmau
La tasca –i la principal aportació– de les Galeries Dalmau (1911-1930) es va desenvolupar en tres vessants. En primer lloc, aquest marxant va introduir i promoure l'art d'avantguarda a Barcelona. Per una banda, des de l'inici dels anys deu, Dalmau va iniciar una campanya d'importació d'exposicions que va donar a conèixer manifestacions foranes a Barcelona. D'altra banda, el marxant va acollir els artistes estrangers vinguts de París –residents o de pas per Barcelona– durant la Primera Guerra Mundial.
Algunes de les fites més significatives en aquest àmbit són, entre d'altres, l'organització de l‘Exposició d'Art Cubista en 1912 (Jean Metzinger, Albert Gleizes, Juan Gris, Marie Laurencin, Marcel Duchamp, August Agero), una de les primeres mostres públiques d'aquesta tendència; les mostres de Serge Charchoune (1916 i 1917), unes de les exposicions pioneres d'art abstracte a Europa; i la presentació a Barcelona d'artistes com Duchamp, Gleizes, Matisse, Mondrian, Van Doesburg o Arp en exposicions col·lectives o individuals. La seva contribució a l'avantguarda també es manifesta en el suport a la revista ‘391' de Francis Picabia, que va néixer a Barcelona el 1917.
La segona fita d'aquest marxant singular va ser promoure les tendències preavantguardistes autòctones, així com de qualsevol manifestació que signifiqués novetat en el panorama artístic català. Igualment, va abonar els brots d'avantguarda i l'art de joves artistes del país.
I la tercera i darrera va ser l'exportació de l'art català a l'exterior. És sabut que Dalmau va promoure la primera exposició de Joan Miró a París (1921). Però, a més, als anys vint, intentarà obrir l'art autòcton a l'estranger mitjançant projectes d'intercanvi d'exposicions –que mai es van poder realitzar–, com revelen entre altres els contactes amb Theo van Doesburg per a la creació d'una revista i un circuit internacional d'exhibicions. Símptomes d'aquesta intencionalitat són un conjunt d'exhibicions d'artistes estrangers i espanyols realitzades aquesta mateixa dècada.
Curiosament, amb el pas del temps, aquells productes, que originàriament causen el rebuig i la incomprensió del gran públic, que no poden accedir a les plataformes institucionals, esdevindrien l'estètica oficial.
A l'entorn de la Primera Guerra Mundial, Dalmau organitza importants exposicions de l'avantguarda internacional: Kees van Dongen (inaugurada el 1915), Serge Charchoune (1916 i 1917), Albert Gleizes (1916), Rafael Barradas (1917, juntament amb Joaquim Torres i García). A més, Dalmau donarà suport a Francis Picabia editant els primers números de la revista 391 i el seu llibre Cinquante-deux miroirs... Cal preguntar-se sobre el sentit i la repercussió d'aquestes iniciatives.
La Primera Guerra Mundial deixa inactius els centres de producció de referència per l'art contemporani. Això fa que l'activitat d'aquests centres s'adreci a les zones perifèriques que es van mantenir neutrals, entre altres Barcelona. El fet que molts artistes estrangers s'allotgessin en aquesta ciutat no significa que fos una capital especialment receptiva a l'avantguarda. Reflecteix més aviat una posició provinciana. A la perifèria hi ha un sector minoritari enlluernat per París i amb complex d'inferioritat, que devora novetats i que és capaç de protagonitzar accions més agosarades que a la mateixa metròpoli on, d'altra banda, són tal vegada més difícils de realitzar. Són com cops de sort o envits, però desarrelats del context social i artístic de la ciutat i que no tenen continuïtat. Més encara, una de les tendències dominants de la cultura catalana de principi del segle xx va ser el Noucentisme, un moviment de reconstrucció i cohesió nacionals que s'oposa als ideals neoromàntics del modernisme i per extensió de cert tipus d'avantguarda. Val a dir que, a Catalunya, les manifestacions i els debats a l'entorn de l'avantguarda se situen amb relació al Noucentisme. En aquest context cal assenyalar l'excentricitat de Dalmau, que observa en aquestes manifestacions la verificació dels ideals neoromàntics.
Cap al 1918, conclosa la Primera Guerra Mundial, hi ha la consciència generalitzada que Barcelona no té un mercat d'art d'innovació i que l'art català s'ha de desenvolupar a l'estranger. Com se sap, l'únic intent materialitzat d'exportació és la fracassada exposició de Joan Miró el 1921 a París promoguda pel marxant Dalmau.
Coneix els mecanismes de la promoció de l'art, però, descapitalitzat i des de la perifèria, ha de recórrer a una estratègia que, explicat molt esquemàticament, consisteix en un programa d'intercanvi d'exposicions i confrontació cultural entre Catalunya i l'estranger. Dalmau va organitzar les següents mostres esperant accedir, com a contraprestació, al mercat internacional: Art francès d'avantguarda (1920), Francis Picabia (1922), Art modern nacional i estranger (1929). En aquestes mostres van participar-hi, entre molts altres, Braque, Derain, Juan Gris, Herbin, Leger, Lhote, Matisse, Severini, L. Valtat, F. Vallonton, H. Arp, Theo van Doesburg, Piet Mondrian, Vantongerloo, etc.
D'una banda, l'avantguarda internacional necessita expandir-se i conquerir la perifèria per consolidar-se i penetrar en altres mercats. La perifèria desenvolupa, en aquest cas, el paper d'una caixa de ressonància sobre el centre. D'altra banda, per Dalmau associar-se amb l'avantguarda és l'únic mitjà per accedir al mercat internacional. Malauradament, aquest projecte no es va poder desenvolupar.
Donà suport a la revistes 391 de Picabia i Troços de Josep Maria Junoy.
El 1936 impulsà l'Associació d'Artistes Independents que la Guerra va truncar. Morí a Barcelona en plena Guerra Civil.